# Монастир Кобайр
Кобайр (вірм. Քոբայր;груз. ქობაირი) — середньовічний вірменський монастир. Розташований поблизу міста Туманян, провінція Лорі, Вірменія.

## Розташування
Храм розташований у Вірменії, кілометрів за десять на південь від міста Алаверді поблизу міста Туманян в провінція Лорі. Розташований над ущелиною річки Дебед, на схилах базальтових Лорійських гір, які абсолютно голі у своїй верхній частині, але вкриті густою рослинністю біля підніжжя..

## Передісторія
У роки правління в Грузії Георгія III і його дочки Тамари, зв'язок між вірменами і грузинським державою стає ще тіснішим. Північна частина Вірменії увійшла до складу грузинського царства, де, неплативши податки, користувалася повним внутрішнім самоврядуванням. До цього періоду відноситься піднесення вірменських князів з роду Захаридів, які протягом ряду поколінь займали найважливіші державні пости, будучи одними з найбільш значних і впливових діячів грузинського царства. За свою діяльність Захаридам від грузинських царів у спадкове володіння було передано ряд вірменських земель, у тому числі і відібрані у Кюрикянів Давидом Будівельником землі Ташир-Дзорагетського царства.

## Історія монастиря

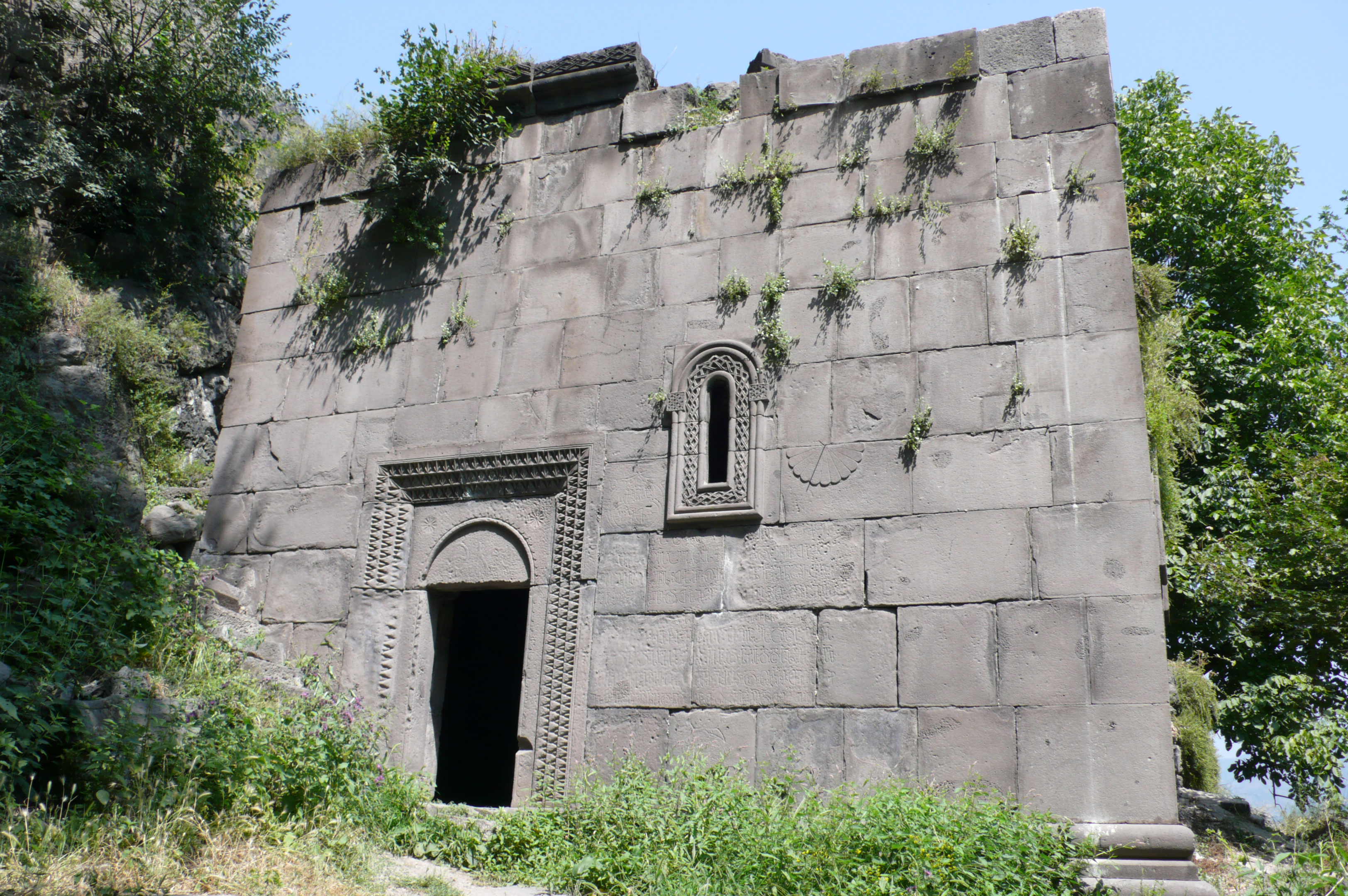
Стіна Кобайра

Монастир Кобайр був заснований наприкінці XI століття царівнами з роду Кюрикянів, в руках якого продовжував залишатися протягом всього XII століття, ймовірно, і на початку XIII століття. Ченці монастиря брали активну участь у житті вірменської церкви, так в кінці XII століття в межах  вірменської церкви йшли суперечки про законність убрань та інших церковних речей. У суперечці брали участь і монахи Кобайра, про що у своєму листі до короля Левона II повідомив архієпископ Тарса Нерсес Ламбронаці, поскаржившись на те, що монахи Ані, Ахтала і Кобайра критикують його.
До середини п'ятдесятих років XIII століття чоловіча лінія роду Кюрікянів перервалася, але, мабуть, ще до цього, Кобайр стає фамільним монастирем старшої гілки Захаридів. 

Згідно з відомостями, що дійшли до нас, в 1261 році монголами був убитий Захарія, старший син шаханшаха. Останній, не витримавши звістки про смерть сина, помер. Поховали шаханшаха в Кобайрі. Враховуючи, що шаханшах народився в 1197 році, ймовірно, що монастир перейшов до Захаридів між 1220 і 1261 роками. З огляду на те, що шаханшах, на відміну від свого батька, амірспасалара Захарія, належав не до вірменського віросповідання, а до халкідонітського, монастир перейшовши від Кюрикянів до Захаридів реорганізується з вірменського в вірмено-халкідонітський.

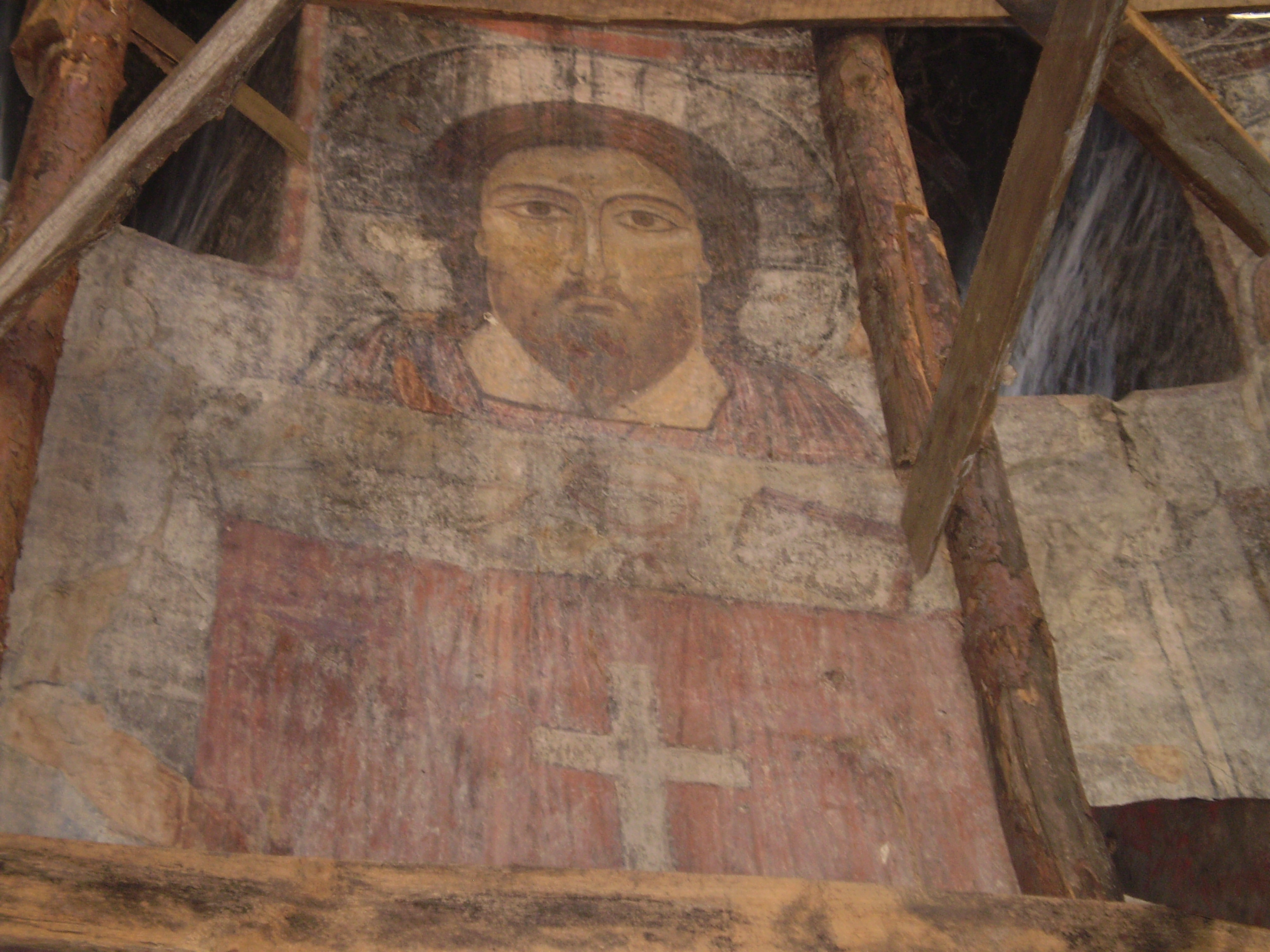
Христос на фресці монастиря

З 1276 по 1282 роки, за ініціативою місцевого монаха Григорія в монастирі зводяться прибудови, а вівтар прикрашається фресками. В 1279 році за наказом Захаридів була побудована дзвіниця, яка пізніше стала їхнім родинним склепом. Через деякий час, зовсім занедбавши монастир, вірмени-халкедоніти покидають його. Кобайр, залишаючись занедбаним кілька століть, повернувшись в лоно  вірменської апостольської церкви, знов відкрив свої двері в XVII-XVIII ст.
В 1971 році, радянськими вченими і реставраторами було відреставровано фрески монастиря.

## Архітектура

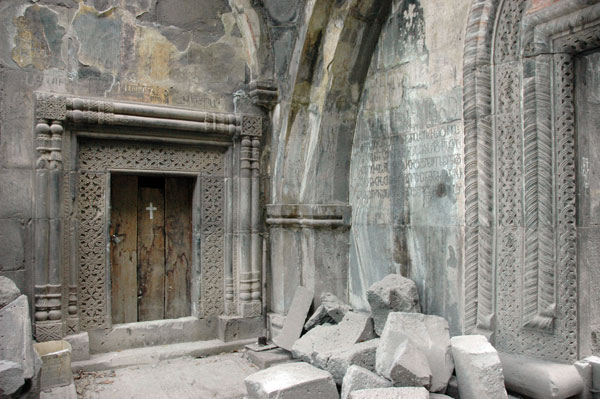
Головний прохід монастиря

Основні будівлі монастирського комплексу Кобайр відносяться до XII–XIV ст. Включають в себе центральний собор в один прохід, дві каплиці, дзвіницю-усипальницю, трапезну і кладовище.
На стінах монастиря є написи вірменською мовою, зроблені до моменту перетворення його в халкедонитську обитель.
Після того як Кобайр перейшов до вірмен-халкедонітів, написи на монастирі робляться вже грузинською мовою. 
Руїни монастиря відомі передусім своїми унікальними настінними розписами — фресками, створеними традиціями вірменського, візантійського і грузинського живопису. Фрески на стінах збереглися у великих і маленьких церквах, які зв'язані головним проходом. Вони були намальовані після того, як дружина Шаханшаха передала монастир вірменам-халкедонітам. Верхній приділ церкви, можливо, було намальовано в 1282 році, коли прохід цих двох церков було пофарбовано на замовлення монаха Григорія. Згідно з проведеними дослідженнями, картини в маленькій церкві з'явилися після смерті Шаханшаха, приблизно в 1261 році. В головній церкві монастирського комплексу фрески було створено, можливо, між 1225 і 1250 рр., одразу після того, як монастир перейшов до рук вірмен-халкедонітів. 

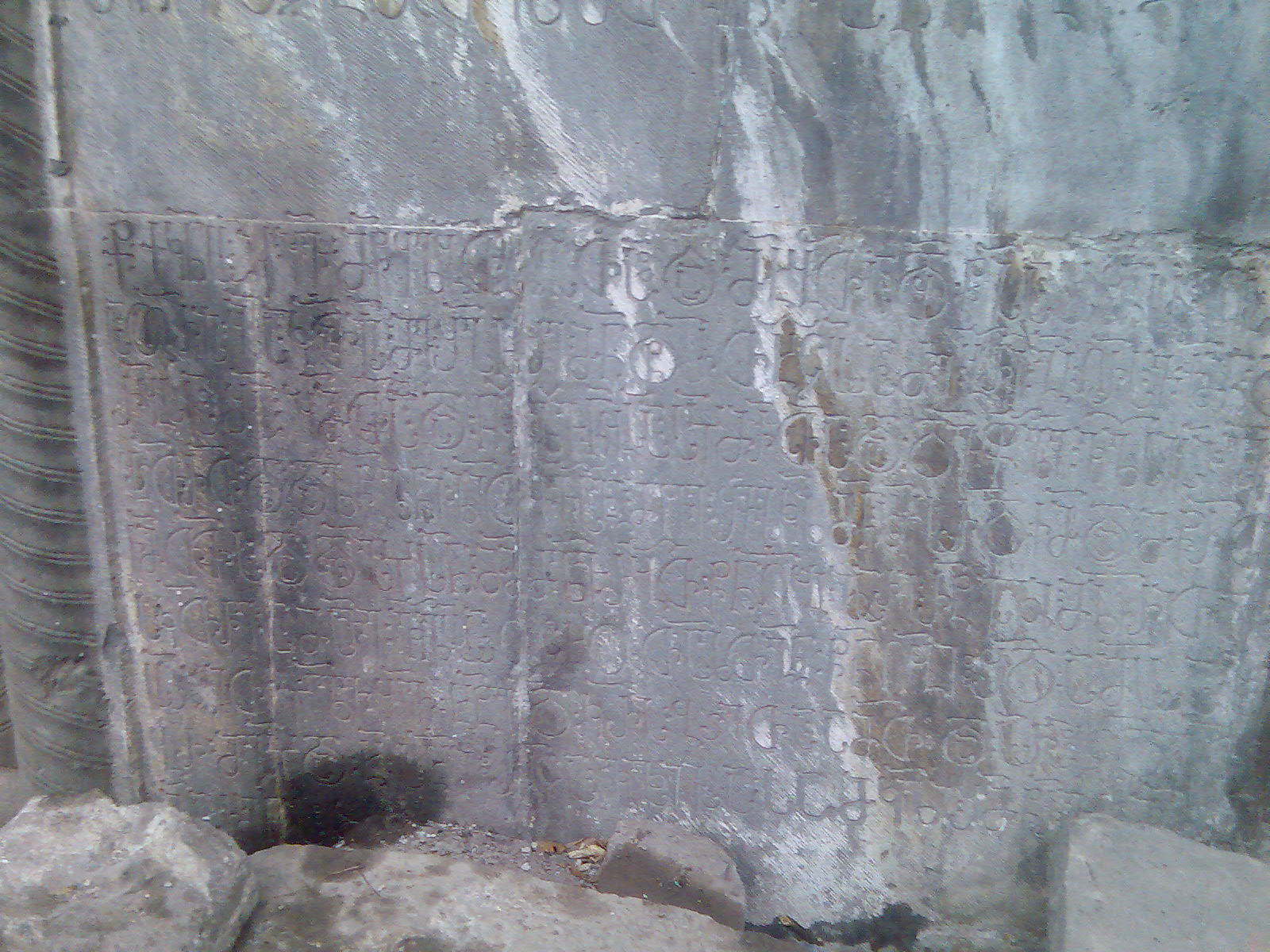
Стіна монастиря, напис грузинською мовою

Основний стрижень іконографічної програми церкви і притвору монастиря — візантійський, вірменська і грузинська теми не представлені. В апсиді монастиря зображено Богоматір на троні й «Причастя», у малій церкві — «Деісус» і «Причастя».
Мотиви причастя апостолів відомі в візантійському і грузинському живописі. Це — частий мотив в сучасних візантійських фресках, і рідкісній фресці з Кобайра. Вірменські художники того часу не були цілком знайомі з цією формою мистецтва, тому для розпису своїх храмів запрошували грузинських художників. Не зважаючи на загальний підхід до розписів грузинських і вірмено-халкидонистських церков, в ті часи існувала різниця в оформленні куполів церковних споруд. Так, в грузинських церквах, зображення передають урочисту появу небесних сил. У вірменсько-халкидониських фресках тему вихваляння було зв'язано зі спогадами життя Спасителя

## Галерея

widths="140px"
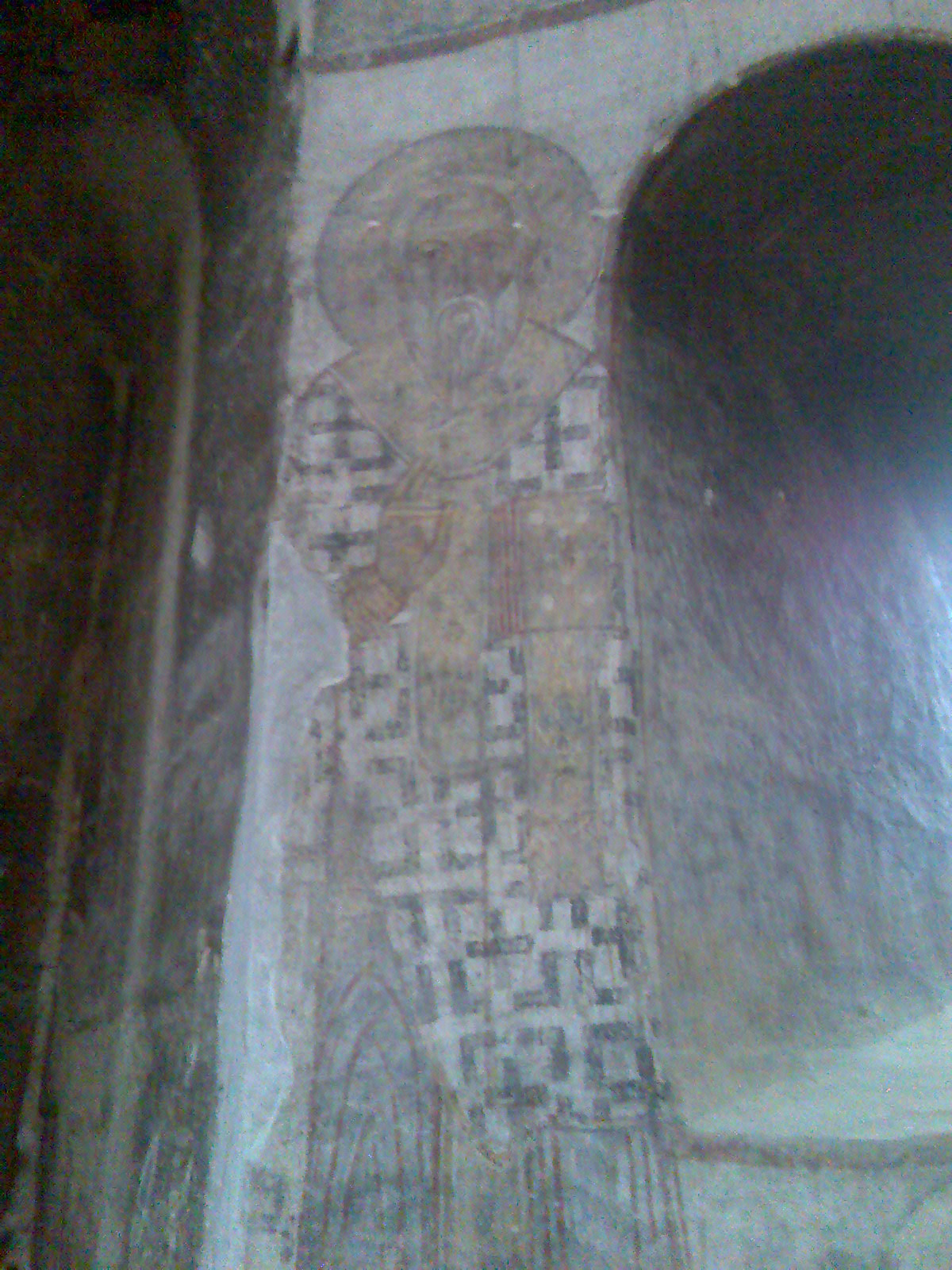
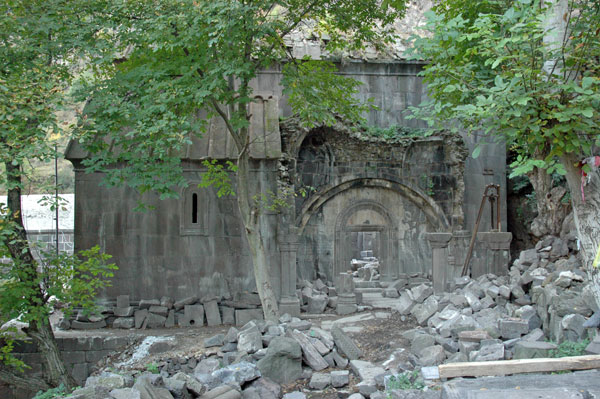
Руїни монастиря
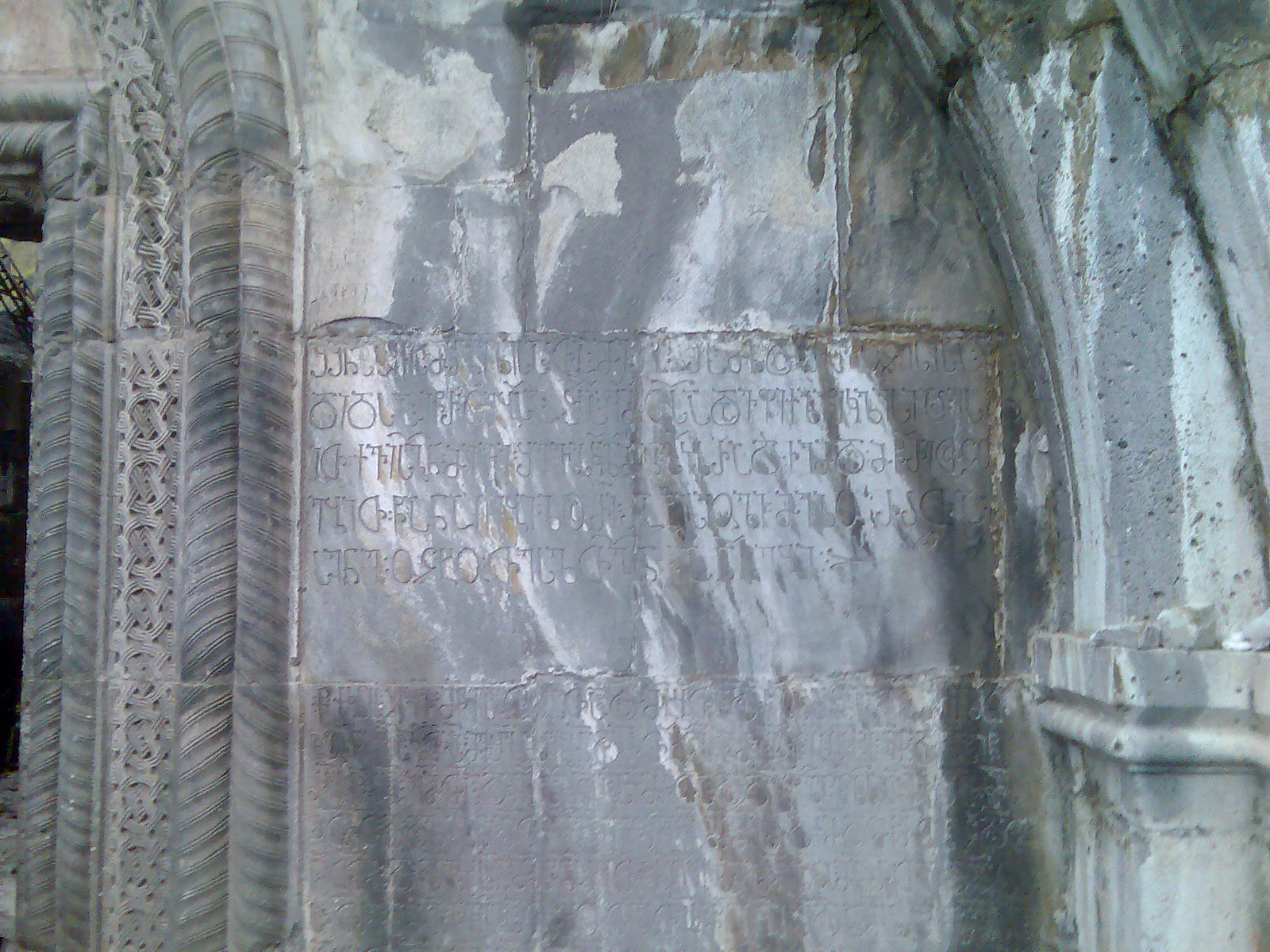
Стіна монастиря, напис грузинською мовою

## Ресурси Інтернету
- Фотографии монастыря [Архівовано 18 лютого 2012 у Wayback Machine.]
- Лори - Потерянная Грузия в Армении // Канал ПИК [Архівовано 17 листопада 2017 у Wayback Machine.]
- Неопределенность статуса пяти монастырей на границе Грузии и Армении создает напряженность между странами [Архівовано 26 січня 2012 у Wayback Machine.]